# Ferney-Voltaire
Ferney-Voltaire, gradić u Francuskoj, na samoj granici sa Švicarskom, desetak minuta vožnje udaljen od Ženeve. Ferney, kako je bio prvobitni naziv mjesta, poznat je po činjenici da se u njega zbog progonstva sredinom 18. stoljeća smjestio francuski pisac, filozof i prosvjetitelj Voltaire (1694. – 1778.). Nedaleko od današnjeg središta grada, Voltaire je dao sagraditi dvorac (Château de Voltaire), te crkvu u koju je prvobitno namjeravao biti sahranjen nakon svoje smrti. Voltaire je Ferneyu živio 20 godina, gotovo do smrti. Danas je njegov dvorac otvoren za turiste, ali djeluje i kao mjesto na kojem se, baš po uzoru na Voltairea, okupljaju umjetnici iz cijelog svijeta. U sklopu dvorca je funkcionirala i organizacija "Auberge de l'Europe" (Europska krčma), a bavila se kazališnim produkcijama, izdavanjem knjiga i ostalim kulturnim djelatnostima.

## Vanjske poveznice
- (fr.) Ferney-Voltaire službene stranice